# Silvia Nogales Barrios
Silvia Nogales Barrios es una guitarrista, creadora de espectáculos interdisciplinares, compositora, productora e investigadora española.

## Biografía
Nacida en Ciudad Real (España), comenzó a tocar la guitarra a los 6 años de forma autodidacta. A nivel académico relacionado con la música, cursó el Grado Superior de Música con especialidad en Guitarra Clásica, además de un máster en ESMUC y en el Liceu de Barcelona. Durante su época en los conservatorios participa en numerosas ocasiones con las orquestas OPC, OPA y EGMYO, llevando a cabo conciertos por todo el territorio nacional. Por otra parte, en relación con la Universidad, cursó la diplomatura en Magisterio Musical con premio extraordinario fin de carrera y máster en Investigación Musical, ambos en la Universidad de Castilla-La Mancha.
Su primer proyecto destacado se denomina "Las Seis Doncellas de Juan Ramón Jiménez", desarrollado desde 2014 y basado en la obra para narrador y guitarra "Platero y yo" del compositor Mario Castelnuovo-Tedesco, en el que colaboró con la ilustradora Laura Ferreiro y la actriz Esther Acevedo. Esta propuesta ha sido presentada en el Festival Internacional de Guitarra Miguel Llobet y el Aniversario del Museo de la Guitarra Antonio de Torres, entre otros.
Entre los años 2015 y 2016, Silvia crea el espectáculo "Don Quijote: Entre la voz y el Deseo", un espectáculo que explora diversos ciclos y jornadas inspiradas en la obra cervantina. Este recital se presenta dentro del ciclo de conciertos conocido como "Las Músicas de Cervantes". Dicho evento forma parte de las jornadas conmemorativas del Congreso Internacional del IV Centenario de la muerte de Cervantes, las cuales han sido organizadas por el Centro de Documentación de Castilla-La Mancha y el Ministerio de Cultura.
En 2016 fue seleccionada por primera vez por el proyecto MusaE, dependiente del Ministerio de Cultura, Acción Cultural Española y gestionado por Fundación Eutherpe y Juventudes Musicales de España para interpretar repertorio relacionado con Miguel de Cervantes en la Casa Museo Miguel de Cervantes de Valladolid.
En 2017 fue seleccionada por segunda vez para el proyecto MusaE, en esta ocasión para estrenar su espectáculo "Altamira, Ancestral y Mágica" en la neocueva de Altamira. El repertorio de este proyecto está basado en obras que tienen una relación directa con los aspectos más importantes de la vida en las cuevas, acompañado de audiovisuales creados para la ocasión.
Este mismo año comienza su colaboración junto al saxofonista español David Hernando Vitores, con quien forma el dúo Nogales-Hernando y publica el álbum "Nuit d'été". Este álbum contiene obras y versiones de compositores como Mateo Soto, Sánchez Verdú y Erik Marchelie.
En 2022, inicia su proyecto "Seda". El proyecto se divide en dos partes, la escénica (el espectáculo en vivo) y el trabajo discográfico (Seda, el álbum). Se trata de un proyecto llevado a cabo por Silvia como directora y productora, que trata sobre un viaje por el mundo reflejando experiencias que cualquier mujer ha vivido por el hecho de ser mujer, y que ha contado con la participación de mujeres de todo el mundo para las composiciones (Claudia Montero, Anna Segal, Clarice Assad, María Parra, Cinthya García y la propia Silvia), así como Elisa Martínez para el diseño gráfico del proyecto (ilustraciones, animaciones y gráficos del disco). Con este álbum obtiene sus primeras nominaciones y premios.
En 2025 estrena su espectáculo "Las Voces de Cervantes", una propuesta escénica que une música, dramatización y pintura en directo. En este proyecto, Nogales ejerce como guitarrista, directora y productora, y cuenta con la colaboración de la actriz Esther Acevedo Barrios, el pintor Josep María Rius (Joma), que realiza ilustraciones en vivo, y Fredeswinda Gijón en la dirección escénica, escenografía y vestuario. Los textos son una selección adaptada de El Quijote de Miguel de Cervantes. El estreno se realizó en Puertollano el 28 de marzo de 2025 y posteriormente, el espectáculo fue seleccionado para ser representado en el Corral de Comedias en la 48.ª edición del Festival Internacional de Teatro Clásico de Almagro el 6 de julio de 2025, donde obtuvo una notable acogida por parte del público y la crítica.

## Premios y reconocimientos
Silvia Nogales ha sido seleccionada en algunos certámenes de premios musicales por su álbum Seda (2022), obteniendo un galardón en Premios de la música independiente (MIN), medalla de plata en los Global Music Awards y el premio a mejor instrumentista en el certamen InterContinental Music Awardspor la interpretación de "Lullaby" de Anna Segal.
| Año  | Posición                    | Premios                                  | Categoría              | Obra                               |
| ---- | --------------------------- | ---------------------------------------- | ---------------------- | ---------------------------------- |
| 2022 | Fase For Your Consideration | Grammys 2022                             | Mejor álbum de clásica | Álbum Seda                         |
| 2022 | Fase For Your Consideration | Latin Grammys 2022                       | Mejor álbum de clásica | Álbum Seda                         |
| 2023 | Ganadora                    | Premios de la música independiente (MIN) | Mejor álbum de clásica | Álbum Seda                         |
| 2023 | Segundo puesto              | Global Music Awards                      | Mejor álbum de clásica | Álbum Seda                         |
| 2023 | Ganadora                    | InterContinental Music Awards            | Mejor instrumentista   | Lullaby de Anna Segal (Álbum Seda) |

Otros reconocimientos han sido el de Hija Predilecta de Castilla-La Mancha, otorgado por dicha Comunidad Autónoma y el premio Alumni Cultural de la Universidad Castilla-La Mancha (UCLM).
| Año  | Reconocimientos                                                                                            |
| ---- | --- |
| 2023 | Premio Alumni Cultural de la Universidad de Castilla-La mancha                                             |
| 2023 | Hija Predilecta de Castilla-La Mancha                                                                      |
| 2023 | Premio Nacional Onda Cero                                                                                  |
| 2023 | Socia de Honor de la Asociación Regional de Químicos y Profesionales de la Industria de Castilla-La Mancha |
| 2023 | Personaje del Año en la Noche Solidaria de Ciudad Noticias                                                 |

## Discografía

### Álbumes de estudio
- 2022: Seda
- 2018: Nuit d'été (en colaboración con David Hernando Vitores)